# Bad Kreuznach
Bad Kreuznach és una ciutat pertanyent al Land de Renània-Palatinat, Alemanya. No cap dins de qualsevol Verbandsgemeinde, a pesar que és la seu de la Verbandsgemeinde del mateix nom. Bad Kreuznach és una ciutat balneari i la seu de diversos tribunals, així com les autoritats federals i estatals. Bad Kreuznach és també oficialment un kreisangehörige großi Stadt ("gran ciutat que pertany a un barri"), la qual cosa significa que no té els poders en l'àmbit de districte que Kreisfreie Städte ("districte lliure de pobles/ciutats") gaudir.[2] és, no obstant això, la seu del districte, i també és la seu de la càmera d'estat de comerç de Renania-Palatinado. Està classificat com un centre de mitjana amb algunes funcions d'un centre superior, per la qual cosa és el centre administratiu, cultural i econòmic d'una regió amb més de 150.000 habitants. Per l'altra part, la ciutat i els voltants són reconeguts a escala estatal i internacional pels seus vins, especialment de la Riesling, Silvaner i varietats del raïm Müller-Thurgau.

## Ciutats agermanades
- Bourg-en-Bresse (França), des de 1963
- Neuruppin (Alemanya), des de 1990

## Fills il·lustres
- Herbert Elmert (1897-1972), compositor i crític musical.